# Theodoor Herman Lunsingh Scheurleer
Theodoor Herman (Theo) Lunsingh Scheurleer (22 juli 1911, Den Haag - 22 augustus 2002, Warnsveld) was een Nederlands conservator en hoogleraar op het gebied van kunstnijverheid.
Lunsingh Scheurleer was een zoon van bankier en archeoloog Constant Willem Lunsingh Scheurleer en telg uit het Haags geslacht Scheurleer. Hij kreeg in 1943 werk in het Rijksmuseum Amsterdam, waar hij van 1954 tot 1963 hoofd was van de afdeling Beeldhouwkunst en Kunstnijverheid. Hij was hier verantwoordelijk voor de inrichting op dit gebied van de Druckeruitbouw en de latere jaren uitbreiding van de zalen op de binnenplaats.
Van 1964 tot 1981 was hij hoogleraar kunstgeschiedenis aan de Universiteit Leiden op het gebied van kunstnijverheid.

## Publicaties (selectie)
- Camera Studies of European Sculpture and Craftsmanship, 1949
- Catalogus van meubelen en betimmeringen, 1952
- Geboorte en jeugdjaren van het Rijksmuseum, 1958
- Sprekend Verleden. Wegwijzer voor de verzamelaar van oude kunst en antiek, 1959
- Van haardvuur tot beeldscherm, 1961
- Huis Doorn: Abridged Illustrated Guide, 1973
- Oranje Inventarissen, 1974-1976
- Het Rapenburg; geschiedenis van een Leidse gracht, met Willemijn Fock en Albert Jan van Dissel, 1986-1992
- Pierre Gole, ébéniste de Louis XIV, Parijs, éditions Faton, 2005

## Tentoonstellingen (selectie)
- Wandtapijten der Franse kathedralen en paleizen en de tapijtweefkunst van heden, 1946
- Kunstschatten uit Wenen, 1947
- De triomf van het Maniërisme, 1955
- Van Gotiek tot Empire, 1957
- Lodewijk Napoleon en het Koninkrijk Holland, 1959